# Stadtscheune Laage
Die Stadtscheune Laage in Laage, Pfendkammerweg 1, neben dem Wasserturm Laage, stammt aus dem 19. Jahrhundert.
Das Gebäude steht unter Denkmalschutz.

## Geschichte
Das eingeschossige verklinkerte Haus mit dem gestuften dreigeschossigen Giebel, dem seitlichen Zwerchgiebel und der dreischiffigen Scheunenkonstruktion wurde um 1860/1880 gebaut. Es wurde im Rahmen der Städtebauförderung um 1995/2000 saniert und zu einem Begegnungszentrum mit Restaurant im Erdgeschoss und Ausstellungsraum im Obergeschoss umgebaut. Die neue Treppe, der Eingang und die Stahlfenster heben sich als neue Bauelemente bewusst vom Altbau ab.
In Laage befindet sich zudem ein erhaltenes Scheunenviertel, das einzige dieser Art in Mecklenburg.